# 马雷斯特-当库尔
马雷斯特-当库尔（法語：Marest-Dampcourt）是法国皮卡第大区埃纳省的一个市镇，属于拉昂区和绍尼县。该市镇2009年时的人口为369人。

## 人口
马雷斯特-当库尔人口变化图示
| 数据来源：INSEE |